# 一万年的爆发
《一万年的爆发：文明如何加速人类进化》（英語：The 10,000 Year Explosion: How Civilization Accelerated Human Evolution）是格雷戈里·柯克伦与亨利·哈本丁合著的一部关于人類演化的书。